# Umělé líhnutí drůbeže
Intenzivní velkovýroba drůbežího masa a vajec je nemyslitelná bez umělého líhnutí drůbeže. Přirozené líhnutí pod kvočnami téměř vymizelo a navíc mateřský pud se u převážné většiny plemen a používaných rodičovských linií drůbeže většinou již nevyskytuje. 

## Přirozené líhnutí u drobnochovatelů
Přirozené líhnutí drůbeže se dnes uskutečňuje jen u drobnochovatelů. Pro tyto účely je nutné zajistit hnízdo potřebné velikosti, s vhodným stelivovým materiálem, umístěné stranou od ostatních zvířat v temnějším a chráněném prostoru. Vodu a krmivo musí mít kvočna trvale k dispozici. Počet nasazovaných vajec se řídí velikostí kvočny. Použít se také mohou malé stolní elektrické líhně. 

## Historie umělého líhnutí
S umělým líhnutím drůbeže se začalo před více než 2000 lety v Egyptě (kuřata) a v Číně (kachny).
Egyptské líhně byly patrové budovy z nepálených cihel, dobře izolované, vícekomorové, se střední chodbou. Do spodních podlaží se umísťovala vejce, často až několik desítek tisíc najednou, a v horních patrech se spalovala sláma nebo suchý velbloudí trus. Topilo se prvních 11 dní inkubace, kontrolu teploty prováděli líhňaři jenom citem. Aby se udržela potřebná vlhkost vzduchu, občas rozlévali v dolních patrech vodu. Egypťané neměli žádný teploměr, a přece se jim dařilo naprosto přesně určit vhodnou teplotu. Smíchali v určitém poměru máslo a sádlo, a teplota, při níž začala tato směs tát, byla právě tou teplotou, při níž se kuřata líhla. Líhnivost byla až 70%.
Číňané nakládali násadová vejce ve vrstvách do košů nebo sudů, vyhřívaných pařícím se hnojem nebo žhavým uhlím. Po 14 dnech je přemísťovali do vyhřátých místností k dolíhnutí.
V Evropě se umělé líhně objevily až ve 12. století. Křesťanská církev je však přísně zakazovala. Líhnutí kuřat bez nasazení vajec pod kvočnu se považovalo za čarodějnictví. V Evropě se líheň ujala až po vynalezení teploměru. V roce 1730 navštívil francouzský přírodovědec A.R. Réaumur Egypt, a když se vrátil zpět do Evropy, zhotovil pokusnou líheň. Byla to bečka obložená hnojem, v níž teplota byla sledována teploměrem. První užitková líheň v Evropě byla sestrojena v roce 1777. U nás se jako první pokusil o umělé líhnutí kuřat J.E. Purkyně v roce 1825 a Gröger z Bezhradu, který v letech 1848-1851 vylíhl v sušárně škrobu asi 2000 ks kuřat.

## Pojem "líhnivost"
Cílem umělého líhnutí je vylíhnout z nasazených vajec co největší počet mláďat, která by vykazovala vysokou životaschopnost a užitkovost. Tento záměr úzce souvisí s tzv. biologickou hodnotou násadových vajec (BHNV), kterou lze definovat jako komplex kvalitativních vlastností násadových vajec podmiňujících jejich vysokou líhnivost a dobrou životaschopnost i užitkovost vylíhnutých mláďat. Z tohoto pojmu je nejlépe charakterizována a prakticky hodnotitelná líhnivost, tj. schopnost oplozených vajec k líhnutí mláďat. Líhnivost slepičích vajec pak záleží na kvalitě NV a optimální technice umělého líhnutí.
Líhňařské podniky zjišťují líhnivost jednak z celkového počtu vajec vložených (nasazených) do líhní, jednak z oplozených vajec, tj. po odstranění tzv. čistých vajec po prvním prosvěcování. Líhnivost obou ukazatelů je vyjadřována v procentech. Ve velkých líhňařských podnicích při velkém množství NV a používané technologii se první kontrolní prosvěcování vajec většinou neprovádí. U vyšlechtěných snáškových typů slepic se považuje za dobrou 90 % oplozenost snesených vajec a vyšší, u brojlerových typů slepic, kachen, hus a krůt 80 % a vyšší. Líhnivost z oplozených vajec je v chovném cíli stanovena pro jednotlivé druhy drůbeže od 80 do 90 %, což znamená, že se již předem počítá s fyziologickým úhynem části embryí v průběhu inkubace. 
Velké líhňařské podniky používají velké komorové (tunelové) líhně, ve kterých jsou všechny faktory mikroklimatu, popř. veškeré operace technologického postupu líhnutí, plně mechanizovány a automatizovány. Kapacita líhní může být až 100 tis. násadových vajec i více.